# アフシン・ゴトビ
アフシン・ゴトビ（ペルシア語: افشین قطبی、英語: Afshin Ghotbi、1964年2月8日 - ）は、イラン出身、アメリカ合衆国国籍のサッカー指導者。

## 来歴
テヘランに生まれる。13歳の時、イラン革命が起こり、父親の仕事の関係で、父親とともにアメリカ合衆国に移住した。イランに残してきてしまった母親とは生き別れとなり、以後消息が分からない状態となった。UCLA理学部電気工学科卒業。在籍当時よりサッカー部のコーチを務めた。
大学卒業後、アメリカン・グローバル・サッカースクールにてアメリカ合衆国やカナダで主に少年サッカーの指導に携わった。
1997年にミルティノビッチの推薦によりアメリカ合衆国代表にスカウティング担当として参加。ワールドカップフランス大会に向け活動するが、対戦相手の一つは母国のイラン代表であった。大会終了後、技術コンサルタントとしてアヤックス・アムステルダムやロサンゼルス・ギャラクシーなどのチーム強化にあたった。
2001年、韓国代表監督にフース・ヒディンクが就任。この時、ピム・ファーベークの推薦により韓国代表コーチに就任。ピムと共に主にスカウティングを担当し2002 FIFAワールドカップでのベスト4入りに貢献した。大会終了後は水原三星ブルーウィングスコーチ、ロサンゼルス・ギャラクシーコーチを歴任。2004年より再び韓国代表コーチに就任し、ジョー・ボンフレール、ディック・アドフォカート両監督の元でチーム強化を行い、2006 FIFAワールドカップの本大会出場に貢献した。本大会終了後、同じコーチであったピムが代表監督に昇格するとそのまま代表コーチに留まり、代表強化に務めたものの、AFCアジアカップ2007終了後、ピムが監督を辞任すると共に代表コーチを辞任。
2007年、ピルズィ・テヘラン監督に就任要請があったことから27年ぶりにイランに入国が許可され帰国。消息不明だった母親と27年ぶりの再会を果たした。低迷していたチームを10年ぶりに優勝させ、最優秀監督賞を受賞した。2009年4月、イラン代表監督に就任。2010 FIFAワールドカップ・アジア予選の最終戦で引き分けて、本大会出場はならなかったが、監督を続投。2011年1月のAFCアジアカップ2011でも指揮を取り、ベスト8の成績を修めた。
同大会終了後に、イラン代表監督を退任 して、清水エスパルスの監督に就任した。1年目のシーズンは主力の抜けたチームを率いてシーズン前半終了時には7位となった(最高位は6位)。しかし、夏場と終盤の3連敗が響き、最終的には10位でシーズンを終えた。シーズン終盤に、韓国代表監督を解任された趙広来の後任として韓国メディアで名前が上がったが、クラブは来季も続投させることを発表した。
2012年シーズンは、一時は2位、シーズン終盤まで4位につけていたものの残り数試合での取りこぼしが響き9位となった。また、ナビスコカップで準優勝を果たした。シーズン終了後カナダ代表から監督就任のオファーの噂もあったが、2013年シーズンも引き続き清水の指揮を執ることとなった。その後2014年7月まで指揮を執ったが成績不振により解任された。
2016年5月24日、タイのブリーラム・ユナイテッドFCと契約。第14節から指揮を執った。
2016年8月20日、ブリーラム・ユナイテッドFCが解任を発表した。ゴトビは就任時に3位だったチームを首位にすることが出来ず、前年度王者のブリーラムはリーグタイトルを逃すことになってしまった。
2017年より、石家荘永昌足球倶楽部の監督に就任。2021年に退任した。
2022年11月、カナダ・プレミアリーグに2023年から参入するバンクーバーFCの初代監督に就任した。バンクーバーFCは、ゴトビがエスパルス監督時代に獲得オファーを出したカナダ人FWロブ・フレンドがオーナーを務める。

## エピソード
- 相手チームの分析内容の周知やチームのモチベーション高揚のために、プレゼンソフトやビデオカメラなどの電子機器を多用する[8]。
- 2016年8月、解任された清水に対して残る契約期間の給与を支払わないのは不当として、静岡地方裁判所へ提訴[9]。清水側も当初は争う姿勢を見せていたが[10][11]、2017年10月に和解が成立したと発表された[12]。

## 指導歴

### 監督歴
- 1981 - 1985  カリフォルニア大学ロサンゼルス校（UCLA）サッカー部コーチ
- 1984 - 1988  UCLA女子サッカー部コーチ
- 1988 - 2001  アメリカン・グローバル・サッカースクールコーチ兼テクニカルディレクター
- 1997 - 1998  アメリカ代表コーチ
- 2001 - 2002  韓国代表コーチ
- 2002 - 2004  水原三星ブルーウィングスコーチ
- 2004 - 2005  ロサンゼルス・ギャラクシーコーチ
- 2004 - 2007  韓国代表コーチ
- 2007 - 2008  ピルズィ・テヘラン監督
- 2009 - 2011  イラン代表監督
- 2011 - 2014  清水エスパルス監督
- 2016  ブリーラム・ユナイテッドFC監督
- 2017 - 2021  石家荘永昌監督
- 2023 -   バンクーバーFC監督

### 成績
| 年度 | 所属 | クラブ | リーグ戦 | リーグ戦 | リーグ戦 | リーグ戦 | リーグ戦 | リーグ戦 | カップ戦           | カップ戦  |
| 年度 | 所属 | クラブ | 順位     | 試合     | 勝点     | 勝       | 分       | 敗       | ナビスコ杯         | 天皇杯    |
| ---- | ---- | ------ | -------- | -------- | -------- | -------- | -------- | -------- | ------------------ | --------- |
| 2011 | J1   | 清水   | 10位     | 34       | 45       | 11       | 12       | 11       | 2回戦敗退          | ベスト8   |
| 2012 | J1   | 清水   | 9位      | 34       | 49       | 14       | 7        | 13       | 準優勝             | 4回戦敗退 |
| 2013 | J1   | 清水   | 9位      | 34       | 50       | 15       | 5        | 14       | グループリーグ敗退 | 4回戦敗退 |

## タイトル

### 監督時代
ペルセポリスFC
- ペルシアン・ガルフ・プロリーグ:1回（2007-08）

個人
- イラン・イスラム共和国サッカー連盟年間最優秀監督賞:1回（2007-08）

## 著書
- ゴトビ革命 （共著・田邊雅之、扶桑社 、2013年3月28日）